# 韦婷婷
韦婷婷是一位中国的女权主义者、同性恋权利活动者和女性权利活动人士。

## 早期生活和职业生涯
成长于中国南方农村，就读于武汉大学。根据《纽约时报》文章，她在大學二年級那年参与了一次「阴道独白」的演出，以挑起一些男同學的憤怒。她后来成为北京性健康教育研究会的项目经理。这期间她协助组织了在长城上的年度艾滋徒步活动，出席了在印度和韩国的妇女会议，并且开始收集为有关中国双性恋者的纪录片材料。她还担任北京一家LGBT权益组织“纪安德”的项目主管。

### 广州性别教育中心
2016年，韦婷婷创办广州性别教育中心，以防治性骚扰为主要项目。
同年，她发起《中国大学在校和毕业生遭遇性骚扰情况调查》。在一笔微薄的基金支持下，她和十多位志愿者花了半年时间，做出了调查报告。调查收集到了6592份有效问卷，以及约上百份口述实录。结果显示，中国大学生中，有69.3%的受访者遭受过不同程度的性骚扰。其中，女性的比例为75%，男性为35.3%。而超过一半的人，在遭遇性骚扰后，选择了沉默和忍耐。向校方或警方报告或报案的人不到4%。调查报告在2017年3月8日，国际妇女节时，在网络上发表。
2017年4月12日，韦婷婷在北京的荷兰领事馆里举办一场活动 “用诉说打破沉默 — — 面对性侵犯，在恐惧中发声”，当天除了发表高校性骚扰状况调查的报告之外，她把那些愿意公开被性骚扰的故事，贴在活动会场的墙上。
2018年12月6日，广州性别教育中心的员工决定停止他们所从事的工作。

## 行动
2012年情人节，韦婷婷和李婷婷参与了一个在北京的反家庭暴力抗议行動。

2015年，她和其他四位活动家（郑楚然、王曼、武嵘嵘、李婷婷，统称为“女权五姐妹”）在国际妇女节前夕被中国政府拘留。当天他们计划举行一个行动，反对在公共交通上的性骚扰。五位女性都在几天后获得保释。倘如她们被定罪，她们可能会因“寻衅滋事罪”而面临长达三年的监禁。获得保释之后，韦婷婷表示她将继续争取性别平等。她说：
我读过很多关于我们的逮捕的报道和文章。写得很令人感动和给人鼓舞。本来我已经觉得沮丧，因为我以为这一事件将终结我们年轻女性活动家的事业。但是事件反响表明它开启了一个行动主义的新时代。 他们无法抓住、封禁我们所有人。
网上女性杂志《喧嚣》将“中国女权五姐妹”列入“世界上会鼓舞你的14位女性权利活动家”。